# Vicq (Dordogne)
Pour les articles homonymes, voir Vicq.
Vicq est une ancienne commune française située dans le département de la Dordogne, en région Nouvelle-Aquitaine.
Depuis 1960, elle est intégrée à la commune de Pressignac-Vicq.

## Géographie
Dans la partie nord-est du Bergeracois, au sud du département de la Dordogne, Vicq se trouve dans le secteur oriental de la commune de Pressignac-Vicq. Son territoire, situé sur les hauteurs entre Dordogne et Louyre, est arrosé par le ruisseau de Barbeyrol, principal affluent de la Louyre, et parcouru par le GR de Pays entre Dordogne, Louyre et Lindois sur environ sept kilomètres, passant par le bourg.
Le petit bourg de Vicq est desservi par la route départementale (RD) 36. L'autre voie locale importante est la RD 8, qui relie les bourgs de Grand-Castang et de Pressignac.

## Toponymie
La première mention écrite connue du lieu date de l'an 1382, sous la forme Vicus. En 1648, l'église ou la paroisse, Saint-Sauveur-de-Vicq, est notée parmi les bénéfices de l'évêché de Périgueux. Sur la carte de Cassini représentant la France entre 1756 et 1789, le village est identifié sous le nom de Vic.
L'étymologie de Vicq dérive du latin vicus signifiant « village, bourg », que l'on retrouve dans Neuvic.

## Histoire
Vicq est une commune française créée à la Révolution.
Le 13 août 1960, elle fusionne avec celle de Pressignac qui prend alors le nom de Pressignac-Vicq.

## Démographie
| 1793 | 1800 | 1806 | 1821 | 1831 | 1836 | 1841 | 1846 | 1851 |
| ---- | ---- | ---- | ---- | ---- | ---- | ---- | ---- | ---- |
| 259  | 258  | 231  | 222  | 237  | 240  | 291  | 304  | 260  |

| 1856 | 1861 | 1866 | 1872 | 1876 | 1881 | 1886 | 1891 | 1896 |
| ---- | ---- | ---- | ---- | ---- | ---- | ---- | ---- | ---- |
| 251  | 244  | 227  | 224  | 215  | 206  | 194  | 180  | 168  |

| 1901 | 1906 | 1911 | 1921 | 1926 | 1931 | 1936 | 1946 | 1954 |
| ---- | ---- | ---- | ---- | ---- | ---- | ---- | ---- | ---- |
| 151  | 148  | 147  | 101  | 115  | 111  | 105  | 96   | 84   |

## Lieux et monuments
- L'église Saint-Sauveur de Vicq[6] a été bâtie au XIXe siècle sur des bases romanes[3], elles-mêmes succédant à un premier édifice carolingien[7]. Elle est inscrite au titre des monuments historiques depuis 2017[7].
- Château de Vicq[8], à côté de l'église.
- Gentilhommière de Soulas, acquise en 1603 par la famille Gontier de Soulas[9].

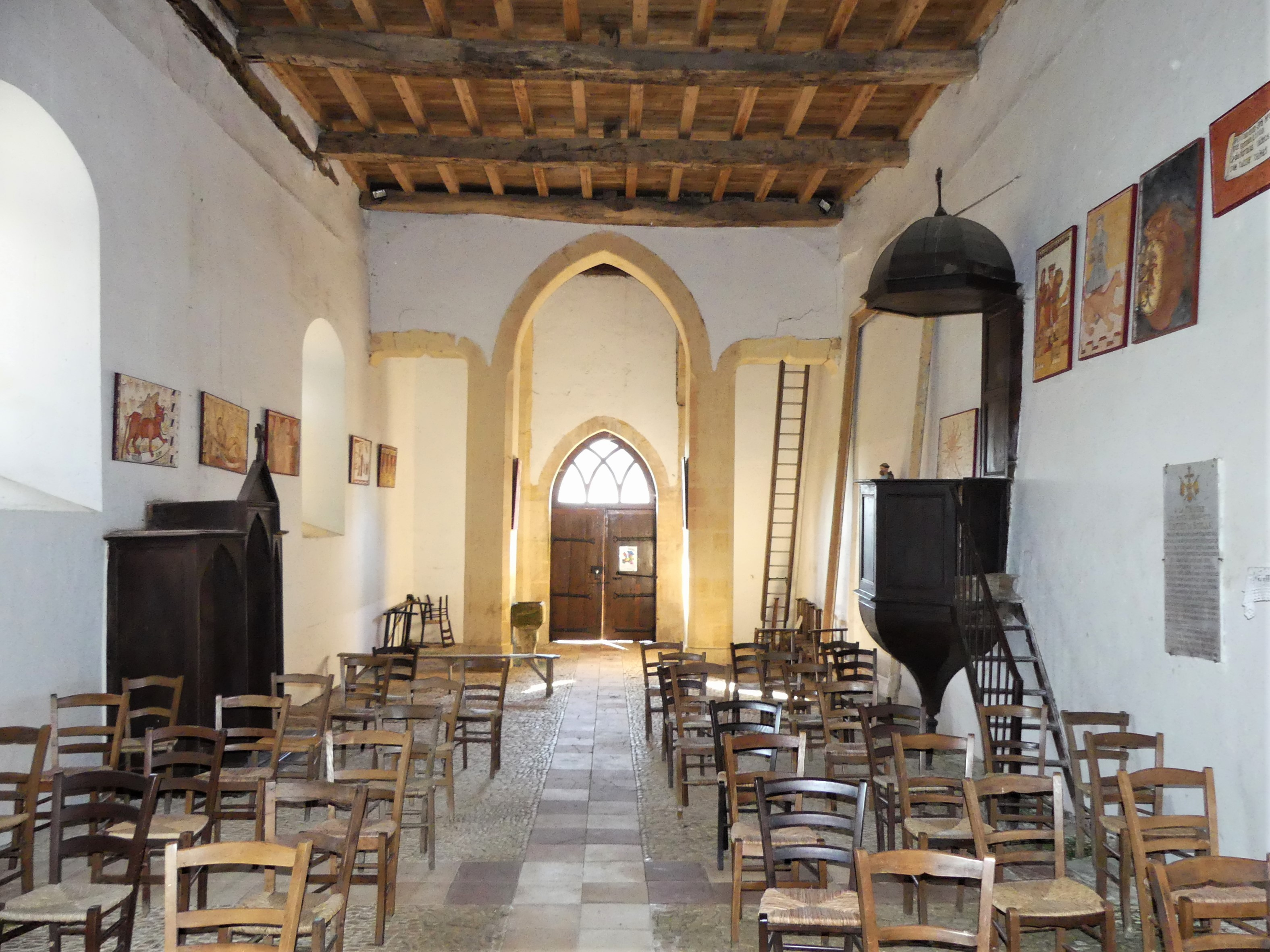
La nef de l'église.
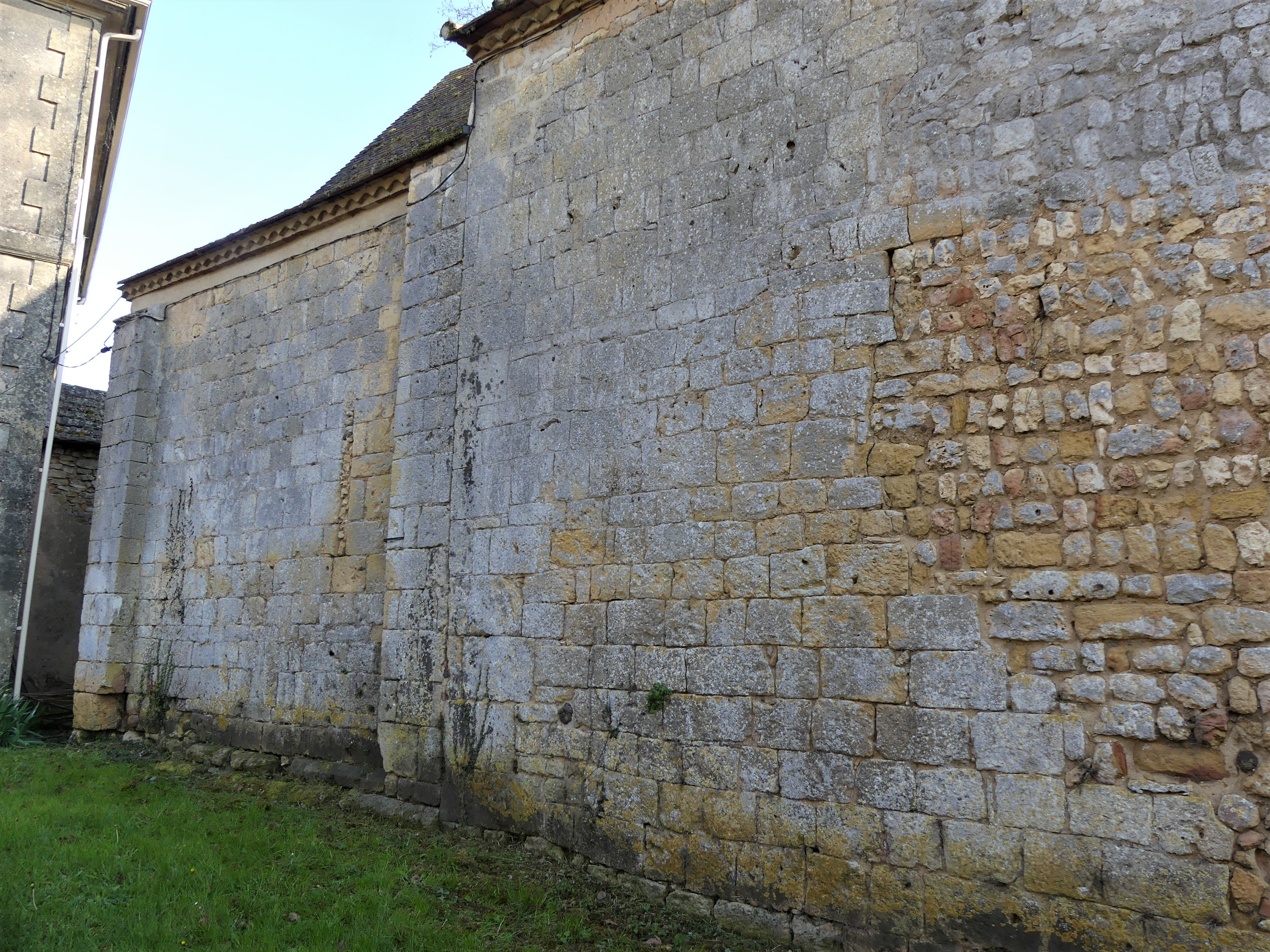
Le mur nord de l'église avec les gros moellons carolingiens sur la gauche.
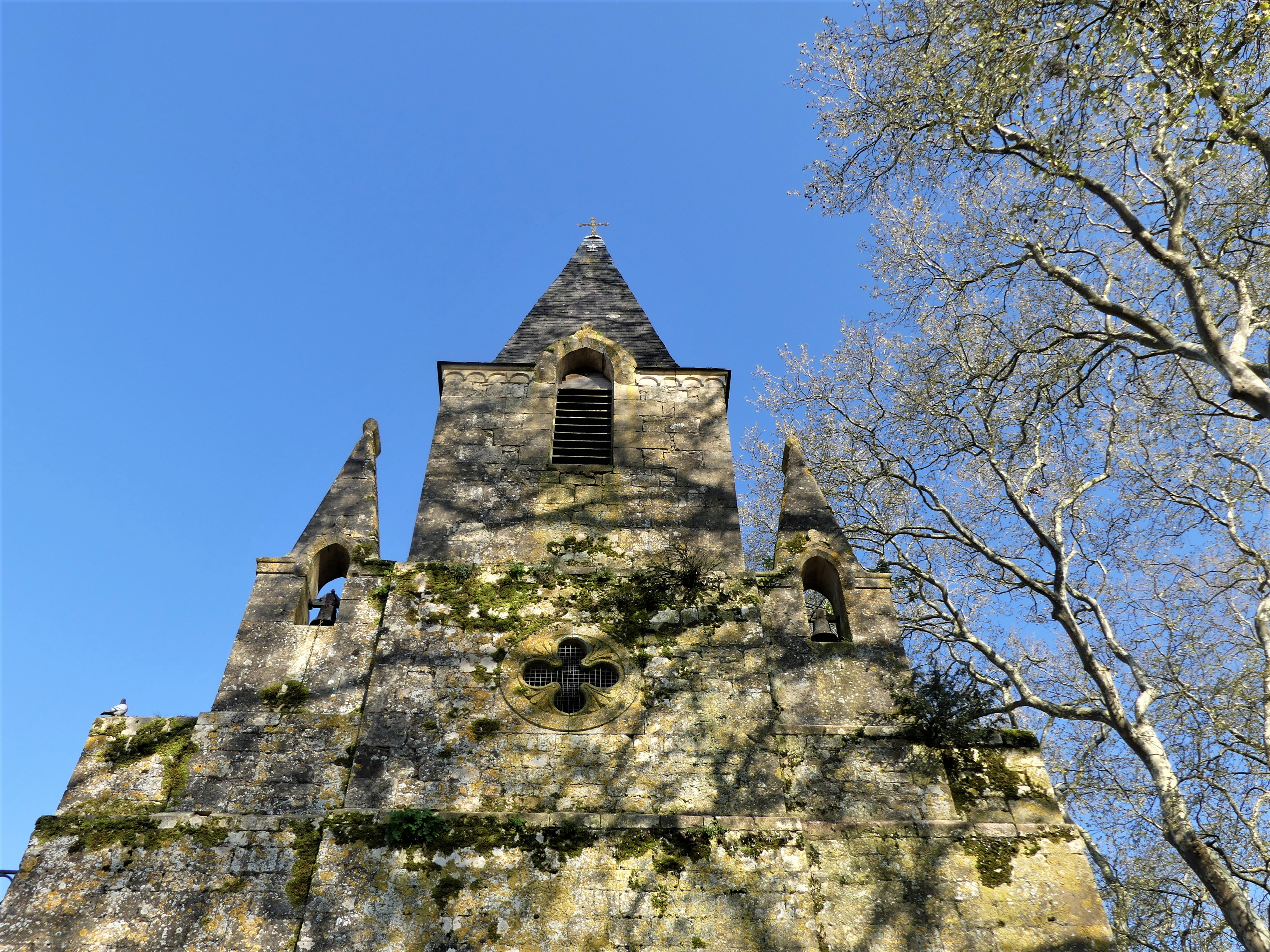
Le clocher.
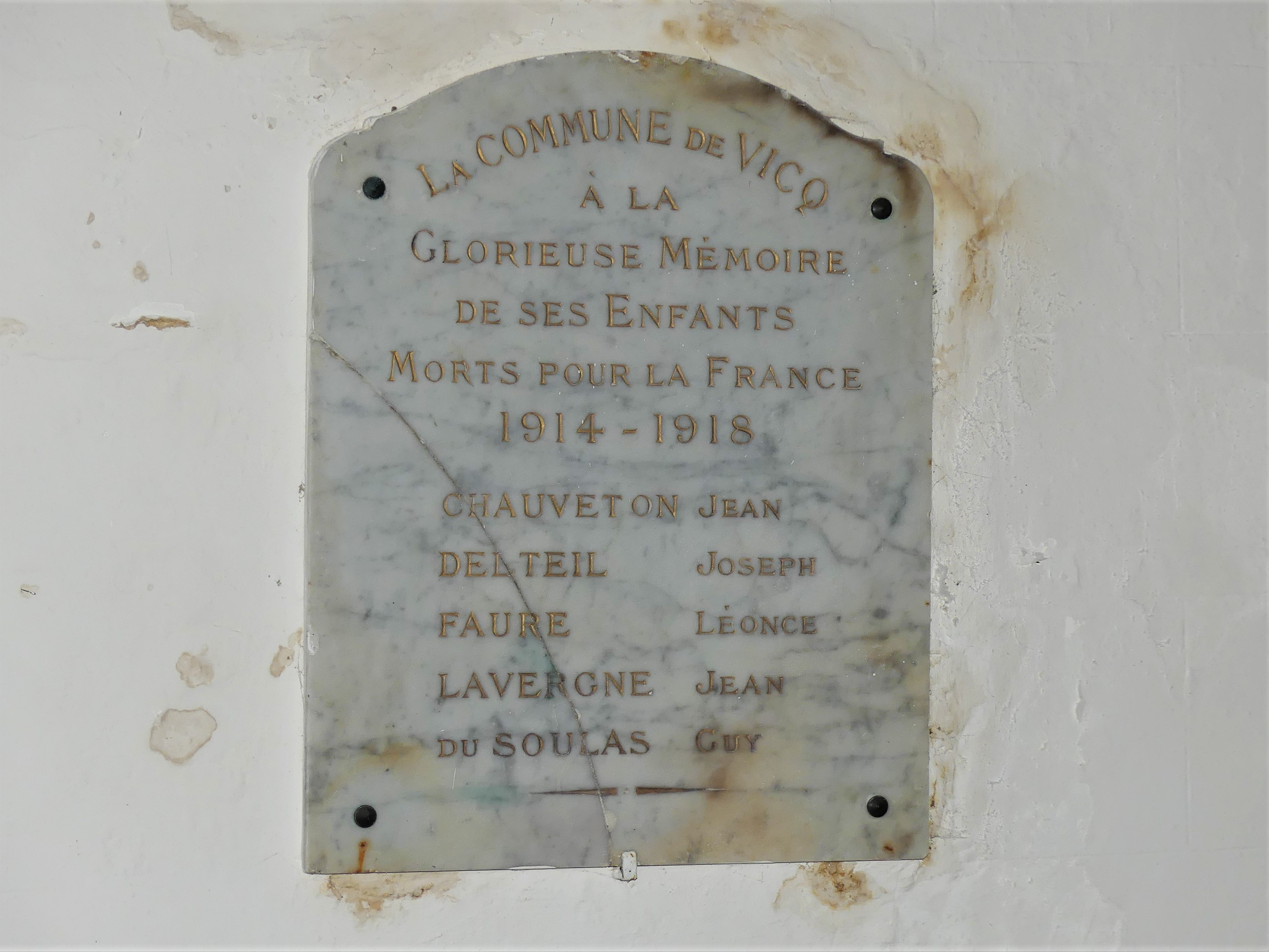
Mémorial dans l'église.
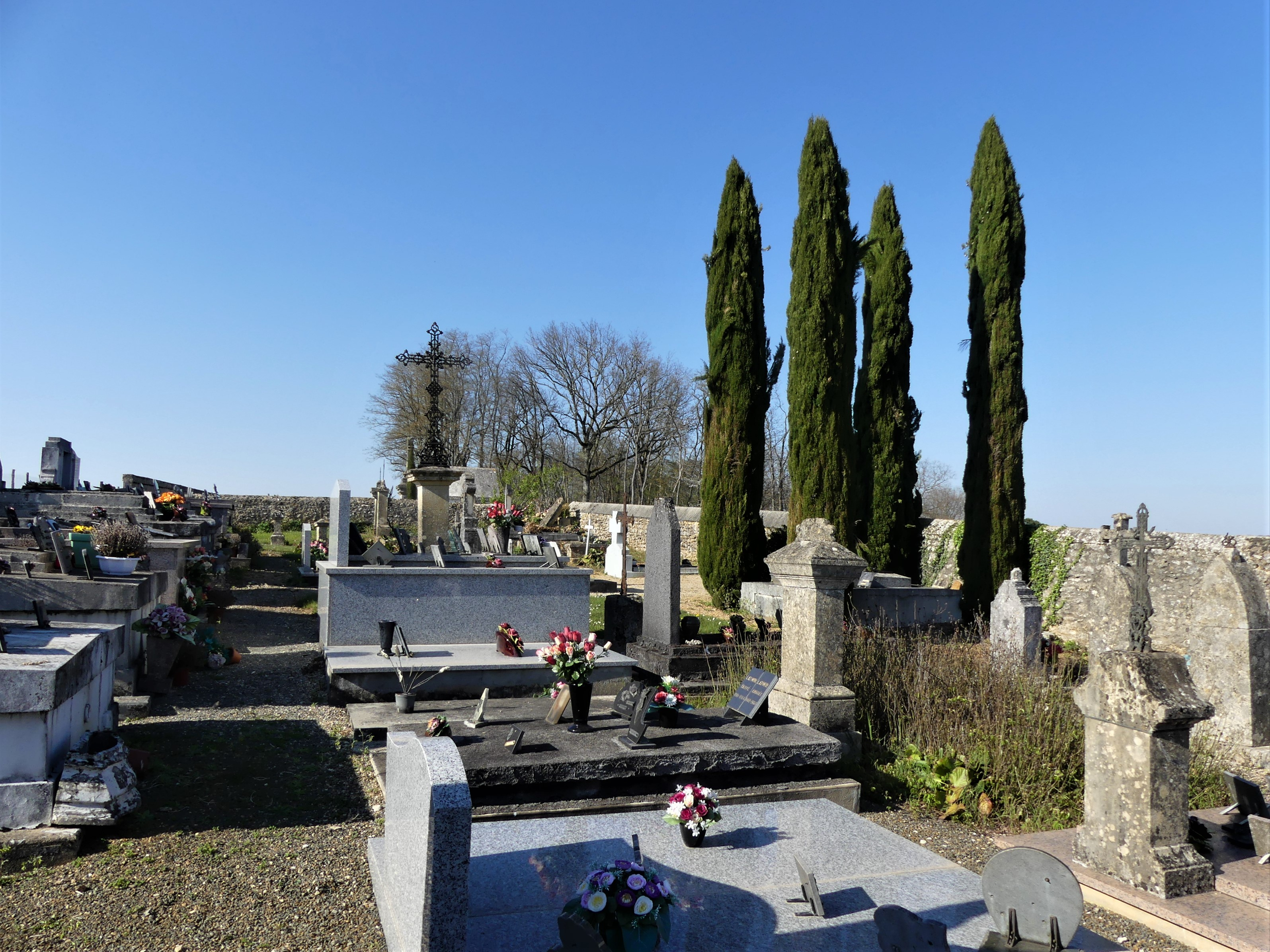
Le cimetière de Vicq.
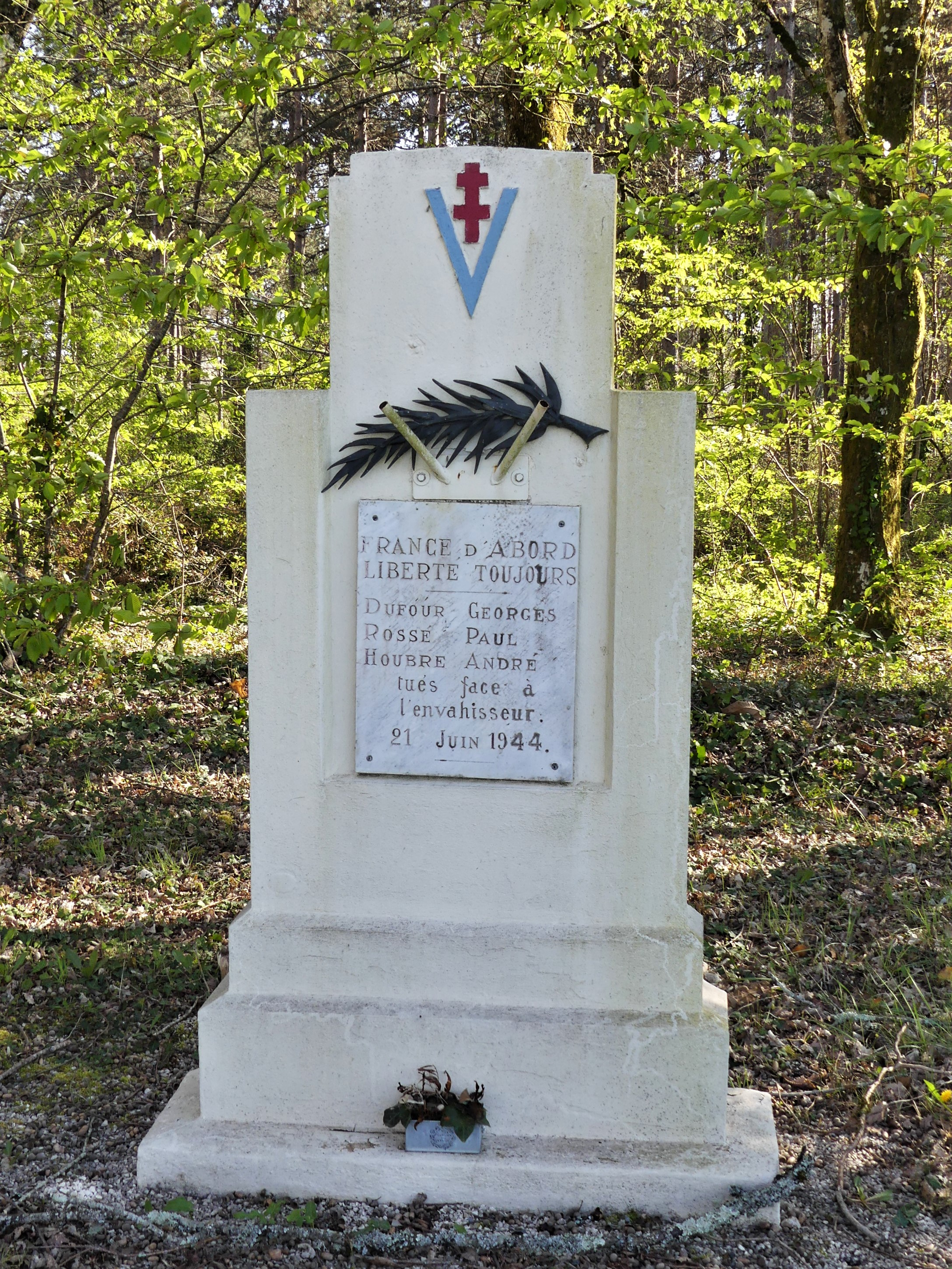
Stèle en mémoire du 21 juin 1944, à l'angle des RD 8 et 36.